# ヴェネツィアの路面電車

ヴェネツィアの路面電車はイタリア北東部のヴェネツィア、Favaro Veneto、メストレ、Marghera、周辺の3地域、ヴェネツィアコムーネで運行される公共交通機関の一部となっているゴムタイヤトラム（またはガイドウェイバス）である。
2015年に、メストレとヴェネチア本島を結ぶリベルタ橋を渡り、バスターミナルがある本島のローマ広場に乗り入れる最後の区間が開業した。
この路面電車はトランスロール方式を使っている。

## 歴史
メストレにはかつて路面電車と郊外電車が走っていたが1941年に廃止された。この路面電車は以前の路面電車が廃止されてから50年以上が経つ2010年に開業した。